# Upor rumenih turbanov
Upor rumenih turbanov (tradicionalno kitajsko 黃巾之亂, poenostavljeno kitajsko 黄巾之乱 pinjin Huángjīn zhī luàn, dobesedno konflikt rumenega turbana) je bil kmečki upor v dinastiji Kasnejši Han v starodavni Kitajski. Izbruhnil je okoli marca 184 n. št. med vladavino cesarja Linga. Čeprav je bil glavni upor zadušen že naslednje leto, je trajal 21 let do leta 205. Oslabitev cesarskega dvora in naraščajoč politični vpliv ultra-avtonomnih regionalnih vojaških guvernerjev, ki so pomagali zatreti upor, sta sčasoma pripeljala do divje prevlade vojskovodij  in posledičnega obdobja treh kraljestev. 
Upor, ki je dobil ime po barvi pokrival upornikov, je bil pomemben dogodek v zgodovini taoizma zaradi povezanosti uporniških voditeljev s takratnimi tajnimi taoističnimi društvi.

## Vzroki
Do leta 184 je vlada dinastije Han oslabela zaradi dvornih evnuhov, ki so zlorabili svojo moč, da bi obogateli. Od dvanajstih najmočnejših evnuhov je bilo deset cesarjevih rednih spremljevalcev, za Džang Ranga in Džao Džonga pa je cesar Ling nekoč trdil, da sta njegov oče oziroma mati. Korupcijo v vladi so ljudje šteli za povzročitelja kuge, naravnih nesreč in slabih kmetijskih donosov in cesar je izgubil svoj nebeški mandat. 
Ko so poplave Rumene reke prisilile kmete in vojaške naseljence na selitev na jug, je presežek delovne sile spodbudil njihovo izkoriščanje. O izbruhih bolezni, so poročali v letih 171, 173, 179, 182 in 185. Bolezni bi lahko bile antoninska kuga (165 do 180), črne koze in ošpice, ki so se širile po svilni poti.
Daoistični voditelj Džang Džue je pod krinko zagotavljanja zdravilne vode in muziciranja na bambus poslal svoje privržence in učence po vsej severni Kitajski, da bi pripravili upor. Upor je bil razmeroma neopažen, dokler ni postal preobsežen, da bi ga oblast lahko obvladala. Džang Džue je nameraval organizirati vstajo po celotnem cesarstvu Han, vendar je bil načrt izdan, še preden je bil upor pripravljen. Simpatizerji upornikov v Luojangu so bili aretirani in usmrčeni, kar je povzročilo prezgodnji začetek upora marca 184. K uporu se je kljub pomanjkanju koordinacije in splošnih priprav dvignilo na deset tisoče mož. Vladni uradi so bili oropani in uničeni, cesarska vojska pa je bila takoj prisiljena v defenzivo.

## Uporniki

### Ustanovitelji
Upor so vodili Džang Džue, imenovan tudi Džang Džjao in med privrženci znan kot "nebeški general",  in njegova dva mlajša brata Džang Bao in Džang Liang, rojena v komandaturi Džulu. Brata sta ustanovila daoistično versko sekto v današnjem Šandongu in bila hvaljena kot zdravilca, ki nudita brezplačno oskrbo revnim bolnikom. Ko so bratje spoznali, kako lokalna oblast zlorabljala kmečki razred z ostrim delom in visokimi davki, so začeli načrtovati upor. 

### Daoistična sekta
Uporniki so bili prvi privrženci Poti najvišjega miru (太平道, Tàipíng Dào). Častili so božanstvo Huang-Lao , ki je po Džang Džueju dalo sveto knjigo, imenovano Ključni ključi do Poti miru (太平).要術, Tàipíng Jàošù). Džang Džue, za katerega so rekli, da je čarovnik, so imenovali "veliki učitelj". Ko je bil upor razglašen, je Džang Džue napisal 16-besedni slogan, ki sta ga širila njegova brata zdravilca:
Azurno nebo je že mrtvo; rumeno nebo se bo kmalu dvignilo.
Ko bo leto džiǎzǐ, bo blaginja pod nebesi!
(蒼天已死，黃天當立。歲在甲子，天下大吉。)

### Verske prakse
Brata Džang sta verjela v skorajšnjo apokaliptično spremembo v letu džiazi, prvemu letu novega šestdesetletnega cikla. Rumeno nebo je pomenilo novo vladavino in hkrati navdihnilo barvo njihovih pokrival.  Dejavnosti sekte so bile  trans, post, glasbeni nastopi, petje, zažiganje kadila in pridige. Sekto je podprlo več voditeljev Šjongnujev in morda navdihnilo Džang Džueja, da sprejme njihova šamanistična prepričanja.

## Džang Džuejevi načrti za upor
Pred začetkom upora je Džang Džue poslal Ma Juanjija rekrutirat  privržence v provinc Džing in Jang. Ker je Ma Yuanyi pogosto potoval v Luojang, prestolnico cesarstva Han, mu je uspelo prepričati evnuha cesarskega dvora Feng Šuja in Šu Fenga,  da sta na skrivaj sodelovala z Džang Džueje. Za datum upora so določili 3. april 184, vendar je bil načrt izdan.  Izdal ga je Tang Džov, eden od ustanoviteljev gibanja "Pot miru", ki je bil izključen iz poznejšega načrtovanja. Ma Juanjija je prijavil oblastem, ki so ga aretirale in usmrtile z razkosavanjem. 
Ko je cesar Ling izvedel, da Džang Džue načrtuje upor, je ukazal Džov Binu, prefektu palačnih parkov, naj izvede preiskavo in ujame vse zarotnike. Aretiranih in usmrčenih je bilo na stotine ljudi.

## Upor
Ko je Džang Džue izvedel, da je vlada Hana izvedela za njegove načrte za upor, je hitro poslal glasnike k svojim zaveznikom po vsej Kitajski in takoj ukrepal. Upor se je začel nekje med 29. februarjem in 29. marcem 184 s približno 360.000 privrženci, ki so nosili rumene naglavne rute ali turbane. Uporniki so Džang Džueja imenovali "gospodar nebes", njegova brata pa "gospodar general Zemlje" in "gospodar ljudstva". Uporniki so napadli vladne urade, plenili in prevzeli nadzor nad komandaturami. V 10 dneh se je upor razširil po vsej Kitajski in ogrozil cesarski dvor v Luojangu. 
Uporniki so bili skoncentrirani večinoma v provincah Dži, Džing, Jou in Ju. Skupina pod vodstvom Džang Džueja in njegovih bratov je dobila podporo v provinci Dži severno od Rumene reke. Druga velika  vstaja je potekala v poveljstvu Guangjang okoli današnjega Pekinga in poveljstvu Džuo okoli današnjega Džuodžuoja v Hebeju. Tretje središče upora je bilo v komandaturi Jingčuan v Henanu,  komandaturi Runan v Henanu, provinci Ju ter komandaturi Nanjang v Henanu.  
1. aprila 184 je cesar Ling imenoval svojega svaka He Džina, intendanta Henana,  za vrhovnega generala in mu  ukazal, naj poveljuje cesarski vojski pri zatiranju upora. Cesar Ling je imenoval generale Lu Džija, Huangfu Songa in Džu Džuna za poveljnike treh ločenih vojsk s skupno približno 40.000 vojaki. Lu Dži je imel bazo v provini Dži, Huangfu Song in Džu Džun pa sta se  odpravila v komandaturo  Jingčuan. 

### Konec upora
Upor je bil v veliki večini zatrt v začetku leta 185, ko je Džu Džun osvojil komandaturi Vančeng in Nanjang, Huangfu Song pa premagal brate Džang v provinci Dži. Preostale manjše in raztresene upore so zatrle manjše cesarske vojske. Sredi februarja 185 je cesar Ling objavil razglas, v katerem je obdobja guanghe preimenoval v džongping - pacifikacija dosežena.
Četudi se je glavni upor rumenih turbanov končal do februarja 185, so se manjši upori nadaljevali še naslednji dve desetletji.

## Posledice
Uporniki so uničili veliko vladnih zgradb, usmrtili veliko visokih uradnikov in razdrobili ozemlje cesarstva. Med uporom in po njem je bilo ubitih več sto tisoč upornikov. Veliko neborcev je zaradi vojn ostalo brez domov.  Močno oslabljena centralna oblast ni mogla obvladovati celotnega ozemlja in je ozemlje in svoje pristojnosti podelila vojaškim poveljnikom in lokalnim voditeljem, dokler ni leta 220 popolnoma propadla.
Po smrti cesarja Linga leta 189 je boj za oblast med njegovim svakom He Džinom in evnuhi dosegel vrh z umorom He Džina 22. septembra 189. He Džinov glavni zaveznik Juan Šao se je maščeval tako, da je zažgal palačo in pobil evnuhe. Vojskovodja Dong Džuo je pridobil nadzor nad mladoletnim naslednikom Liu Bianom, da bi legitimiziral svojo okupacijo in plenjenje prestolnice in bil zaradi svoje krutosti  leta 192 umorjen. Njegova smrt je omogočila vojskovodju Cao Cau, da je prevzel oblast v državi.

## Romanca o treh kraljestvih
Upor je prikazan v začetnih poglavjih zgodovinske Romance o treh kraljestvih, napisane v 14. stoletju. Bratje Džang so v pripovedi opisani kot čarovniki, ki jim je Taiping Džing priskrbel "stari nesmrtni duh iz južnih dežel", včasih imenovan džuangdzi.
V romanci je bilo ustvarjenih veliko izmišljenih likov rumenih turbanov, med njimi: 
- Du Juan, ki ga je ubil Liao Hua zaradi ugrabitve Liu Beijeve žene
- Džov Cang, Guan Jujev upornik, ki je postal orožar
- Gao Šeng, podrejen Džang Bau
- Čeng Juandži, ki so ga Liu Beijeve sile porazile v njihovem prvem boju
- Deng Mao, Čeng Juandžijev prvak
- Bian Ši, morda Cao Caojev služabnik, ki je poskušal ubiti Guan Juja, a mu ni uspelo